# Баньоло Сан Вито
Баньо̀ло Сан Вѝто (на италиански: Bagnolo San Vito, на местен диалект: Bagnöl, Баньол) е градче и община в Северна Италия, провинция Мантуа, регион Ломбардия. Разположено е на 19 m надморска височина. Населението на общината е 6044 души (към 2014 г.).